# نورستانی‌ها
نورستانی‌ها یک گروه قومی هستند که در ارتفاعات هندوکش در شرق افغانستان زندگی می‌کنند. جمعیت آنان حدود ۱۵۰ تا ۳۰۰ هزار نفر برآورد می‌شود که بیشتر در ولایت‌های نورستان و لغمان افغانستان زندگی می‌کنند. تعداد قابل توجهی از آنان نیز به ولایت همسایه چترال در پاکستان مهاجرت کرده‌اند.
نورستانی‌ها در گذشته تابع حکومت اعلی چترال بودند و به آن خراج می‌پرداختند. چترال تا سال ۱۸۹۵ یک حکومت محلی قبایل آزاد بود و در این سال تحت‌الحمایه دولت هند بریتانیا شد. جامعهٔ چند قومی و چند مذهبی چترال، که شامل اقوام گوناگون سنی و اسماعیلی مذهب می‌شود، به آن‌ها اجازه داده بود تا در صلح و امنیت زندگی کرده و مذهب و فرهنگ خود را حفظ کنند. اما با قرارداد دیورند بین دولت هند بریتانیا و پادشاهی افغانستان، منطقه محل زندگی نورستانی‌ها (که آن هنگام کافرستان نامیده می‌شد) در خاک افغانستان قرار گرفت. امیر عبدالرحمن خان پادشاه وقت افغانستان با یک لشکرکشی گسترده موفق به تصرف این منطقه شد و نورستانی‌ها به قیمت جان خود اسلام آوردند.
نورستانی‌ها گاه کالاشا نیز نامیده می‌شوند که نباید آن‌ها را با قوم کالاش که در همسایگی آنان در چیترال پاکستان زندگی می‌کنند، اشتباه گرفت. کالاش‌ها همچنان به کیش کهن آریایی پایبند مانده‌اند اما نورستانی‌ها در ابتدای قرن بیستم مسلمان شدند.

## مذهب
این قوم تا اواخر سده نوزدهم اسلام نیاورده و به کیش کهن آریایی (چند خداباوری، طبیعت‌گرایی، قداست آتش و …) پایبند مانده بودند، به همین جهت نزد اقوام همسایه به کافر معروف بوده و سرزمین آن‌ها نیز کافرستان نامیده می‌شد. اما در سال ۱۸۹۵ با یورش عبدالرحمان خان و تصرف این منطقه، به اسلام گرویده و نام سرزمین شان را به نورستان تغییر دادند، تنها سه دره که در آن‌سوی خط دیورند (مرز افغانستان و هند بریتانیا) قرار داشت، اشغال نشد و مردم ساکن در آنجا که اکنون کالاش نامیده می‌شوند همچنان به اعتقادات قدیمی خود پایبند ماندند.
اعتقادات و رسوم قدیمی نورستانی‌ها هنوز هم در برخی از سنت‌های آن‌ها مشاهده می‌شود، اما به‌طور کلی این قوم مسلمانان متعصبی هستند و اولین مردمی بودند که علیه حکومت وابسته به شوروی جمهوری دموکراتیک افغانستان قیام کردند.

## زبان
نورستانی‌ها به زبان‌ها یا گویش‌های مختلفی صحبت می‌کنند که همگی آن‌ها زبان نورستانی نامیده می‌شوند. این زبان‌ها در خانواده هندواروپایی، شاخهٔ زبان‌های زبان‌های آریایی قرار می‌گیرد. در گذشته زبان‌شناسان آن را در شاخه زبان‌های داردی تقسیم‌بندی می‌کردند که یکی از شاخه‌های زبان‌های هندوآریایی (زبانهای خانوادهٔ هندی) است اما تحقیقات گئورگ مورگنشتیرنه نشان داده که نورستانی یک شاخهٔ مستقل در کنار دو شاخه بسیار بزرگتر هندوآریایی است. پشتو نیز به عنوان زبان دوم رایج است.

## نژاد
ویژگی‌های فیزیکی اروپایی، مانند مو و پوست روشن و چشمان آبی در بین این مردم زیاد دیده می‌شود. این خصوصیات ممکن است از ذخیرهٔ ژنتیکی مهاجران اولیه هندواروپایی یا آن‌چنان‌که بسیاری معتقدند، ناشی از باقی ماندن سربازان یونانی ارتش اسکندر در این منطقه باشد. یا حتی رسیدن نسل نورستانی‌ها به مردمان موسوم به کوشانی که در حدود دو هزار سال پیش در این منطقه می‌زیستند.
حدود ۶۰٪ از مردم نورستان هاپلوگروپ R1a که مربوط به آریایی‌های هندواروپایی زبان است، و حدود ۲۰٪ هاپلوگروپ R2a و حدود ۲۰٪ دیگر نیز هاپلوگروپ j2،نتایج بالا ارتباط نورستانی‌ها و یونانی‌ها را رد کرده و درصد بالای R1a به دلیل ایزوله ماندن و خلوص نژاد آریایی نورستانی هاست
مارگین استرن در زمان امیر امان‌الله خان به نورستان رفت و پس از پژوهش بر روی زبان و مردم آن منطقه، به این نتیجه رسید که نورستانی‌ها شاخه‌ای از تبار آریایی‌ها است و در همان زمانی که شاخه هندی‌ها از آریایی‌ها جدا شدند نورستانی‌ها نیز هم‌زمان از این شاخه جدا شدند ولی آنان به هندوستان نرفتند.

## تاریخ
گروه‌های مختلف این مردم در گذشته به نام‌هایی همچون کافران سیاه‌پوش، کافران سفیدپوش و کافران لعل پوش (لعل در زبان مردم این منطقه معنی سرخ می‌دهد) شناخته می‌شدند، معروف است که بابر از رویارویی با این مردمان گریخت، تیمور در جنگ با کافران سیاه پوش شکست خورد و چنگیزخان نیز قادر به تصرف آن نشد. ارتش شوروی نیز هیچگاه قادر به تصرف نورستان نشد و پیروزی مجاهدین افغان در بسیاری از مناطق دیگر از جمله ننگرهار، پنجشیر و بدخشان با کمک حیاتی آنان ممکن شد.